# Norman Glacier, Nunavut
Norman Glacier är en glaciär i Kanada.   Den ligger i territoriet Nunavut, i den östra delen av landet, 2 500 km norr om huvudstaden Ottawa. Norman Glacier ligger 1 263 meter över havet.
Terrängen runt Norman Glacier är bergig åt sydost, men åt nordväst är den kuperad. Trakten runt Norman Glacier är nära nog obefolkad, med mindre än två invånare per kvadratkilometer.. Det finns inga samhällen i närheten. 
Trakten runt Norman Glacier är permanent täckt av is och snö.